# Nan Dungortheb
El valle de Nan Dungortheb (‘valle de muerte terrible’ en sindarin) es un lugar ficticio creado por el escritor británico J. R. R. Tolkien para su legendarium, y que es descrito en su obra El Silmarillion. 

## Ubicación
Se trata de un valle situado en el norte de Beleriand, al pie de las Ered Gorgoroth. Limita al este con el río Esgalduin, al sur con Doriath y al oeste con el río Mindeb. 

## Historia ficticia
Nan Dungortheb estaba poblado por malignas arañas gigantes, a las que se unió Ungoliant, que se refugió allí tras envenenar a los Dos Árboles de Valinor. El valle se llenó desde entonces de criaturas terribles y aterradoras, que lo llenaron de telarañas, trampas y envenenaron sus aguas. Durante la Primera Edad, Nan Dungortheb se convirtió en un lugar peligroso para cualquiera que osase atravesarlo, pues los horrores de este valle mortal lo hicieron infranqueable y temido. Toda criatura viviente evitaba esa tierra, sobre todo cuando Sauron extendió su magia por Dorthonion, y los noldor sólo atravesaban Nan Dungortheb si los acuciaba una gran necesidad, por pasajes cercanos a los límites de Doriath, lo más lejos posible de las Montañas Malignas.

A lo largo de la Primera Edad los peligros de Nan Dungortheb aumentaron junto con el poder de MeIkor. Todavía en el siglo IV el antiguo camino que cruzaba Nan Dungortheb a lo largo de las fronteras de Doriath se usaba con bastante frecuencia, aunque ya entonces no era una ruta para Hombres mortales y poco avezados.
— Foster, 2003.

Beren, huyendo de Sauron, llegó al valle de Nan Dungortheb donde pasó mucho tiempo combatiendo con su espada Dagmor, a las arañas gigantes del lugar, hijas de Ungoliant. Pese a que fue una de sus grandes hazañas, nunca quiso contar sus experiencias en ese viaje espantoso.